# Undercover (Album)
Undercover ist das 17. Album der Band The Rolling Stones. Produziert wurde es von Chris Kimsey und den Glimmer Twins. Nachdem das Studio-Album Tattoo You vorwiegend aus Outtakes der 1970er Jahre gemacht worden war, produzierten die Stones für Undercover nur neu aufgenommenes Material.

## Geschichte
Nachdem die Europa-Tournee von 1982 beendet war, begannen die Aufnahmen für Undercover im Sommer 1982 in Paris. Zuletzt wurde das Album dann in New York fertiggestellt.
Die Aufnahme-Sessions waren jedoch nicht einfach für die Rolling Stones, da zwischen Jagger und Richards eine enorme Spannung lag. Jagger wollte einen neuen Stil mit auf die Platte bringen, Richards jedoch wollte sich mehr auf die eigentlichen Blues- und Rock-Wurzeln fokussieren.
Das Cover der US-amerikanischen LP enthält sieben abziehbare Aufkleber in geometrischen Mustern.
Im Herbst 1983 war auf MTV erstmals der wegen seiner gewalttätigen Inhalte seinerzeit umstrittene Videoclip zum Album-Song Undercover of the Night zu sehen.

## Titel
Alle Titel geschrieben von Mick Jagger/Keith Richards, außer wo angegeben.
Seite 1:
1. Undercover of the Night – 4:32
2. She Was Hot – 4:41
3. Tie You Up (The Pain of Love) – 4:16
4. Wanna Hold You – 3:52
5. Feel On Baby – 5:07

Seite 2:
1. Too Much Blood – 6:14
2. Pretty Beat Up (Mick Jagger/Keith Richards/Ron Wood) – 4:04
3. Too Tough – 3:52
4. All the Way Down – 3:14
5. It Must Be Hell – 5:04

## Musiker
- Mick Jagger – Gesang, Hintergrundgesang, Rhythmusgitarre, Harmonika
- Keith Richards – Rhythmus- und Leadgitarren, Gesang, Bass auf Pretty Beat Up
- Charlie Watts – Schlagzeug
- Ron Wood – Rhythmus- und Leadgitarre, Hintergrundgesang, Bass auf Tie You Up und Wanna Hold You
- Bill Wyman – Bass, Perkussion, Yamaha-Piano auf Pretty Beat Up

Die Rolling Stones wurden von zahlreichen Gastmusikern unterstützt:
- Jim Barber – Zusätzliche Gitarre auf Too Much Blood
- CHOPS – Bläser
- Moustapha Cissé – Perkussion
- Brahms Coundoul – Perkussion
- Martin Ditcham – Perkussion
- Sly Dunbar – Perkussion
- Chuck Leavell – Tasteninstrumente
- David Sanborn – Saxophon
- Robbie Shakespeare – Bass
- Ian Stewart – Perkussion, Piano auf She Was Hot und Pretty Beat Up

## Kommerzieller Erfolg

### Chartplatzierungen
| ChartsChartplatzierungen       | Höchstplatzierung | Wochen/ Monate |
| ------------------------------ | ----------------- | -------------- |
| Deutschland (GfK)              | 2 (19 Wo.)        | 19 Wo.         |
| Österreich (Ö3)                | 8 (2 Mt.)         | 2 Mt.          |
| Schweiz (IFPI)                 | 5 (10 Wo.)        | 10 Wo.         |
| Vereinigte Staaten (Billboard) | 4 (12 Wo.)        | 12 Wo.         |
| Vereinigtes Königreich (OCC)   | 3 (18 Wo.)        | 18 Wo.         |

| ChartsJahrescharts (1984) | Platzierung |
| ------------------------- | ----------- |
| Deutschland (GfK)         | 54          |

### Auszeichnungen für Musikverkäufe
| Land/Region                  | Auszeichnungen für Musikverkäufe (Land/Region, Auszeichnung, Verkäufe) | Verkäufe  |
| ---------------------------- | ---------------------------------------------------------------------- | --------- |
| Neuseeland (RMNZ)            | Platin                                                                 | 20.000    |
| Spanien (Promusicae)         | Gold                                                                   | 50.000    |
| Vereinigte Staaten (RIAA)    | Platin                                                                 | 1.000.000 |
| Vereinigtes Königreich (BPI) | Gold                                                                   | 100.000   |
| Insgesamt                    | 2× Gold · 2× Platin ·                                                  | 1.170.000 |

Hauptartikel: The Rolling Stones/Auszeichnungen für Musikverkäufe